# Burley in Wharfedale
Burley in Wharfedale es una localidad situada en el condado de Yorkshire del Oeste, en Inglaterra (Reino Unido), con una población estimada a mediados de 2016 de 7142 habitantes.
Se encuentra ubicada al oeste de la región Yorkshire y Humber, cerca de la frontera con la región Noroeste de Inglaterra, de los montes Peninos y de la ciudad de Leeds —la capital del condado y de la región—.
Burley in Wharfedale era originalmente una pequeña comunidad agrícola con raíces probables romanas y anglosajonas. A finales del siglo XVIII y XIX, Burley se convirtió en un pueblo industrial con muchos residentes empleados en Greenholme Mills, los molinos de algodón alimentados por un bocio alimentado a su vez por el río Wharfe. La fábrica de algodón ya no funciona, pero el bocio ahora se utiliza para proporcionar energía hidroeléctrica y una presa todavía existe.